# National Gay and Lesbian Sports Hall of Fame
O National Gay and Lesbian Sports Hall of Fame foi um hall da fama criado em 2013 para homenagear personalidades LGBT e aliadas, bem como organizações "cujas realizações e esforços melhoraram os esportes e o atletismo para a comunidade gay e lésbica". Foi estabelecido logo depois que Jason Collins se tornou o primeiro jogador assumidamente gay da NBA. Ele está localizado no Center on Halsted em Chicago, Illinois.

## Induzidos
A aula de posse de 2013 foi anunciada em 18 de junho de 2013, com uma cerimônia formal de posse marcada para 2 de agosto. Os homenageados foram trazidos, em 2013, e 2015.
- Kye Allums, 2015
- John Amaechi, 2014
- Anheuser-Busch, 2013
- Brendon Ayanbadejo, 2013
- Billy Bean, 2014
- Mark Bingham, 2014
- Roger Brigham, 2015
- Glenn Burke, 2013
- Ben Cohen, 2013
- Jason Collins, 2013
- Orlando Cruz, 2013
- Chicago Cubs, 2013
- Tom Daley, 2014
- Wade Davis, 2014
- Gene Dermody, 2015
- Chuck Dima, 2013
- Justin Fashanu, 2013
- Federation of Gay Games, 2013
- Fallon Fox, 2014
- Andrew Goldstein, 2013
- LZ Granderson, 2013
- Brittney Griner, 2014
- International Gay Rodeo Association, 2013
- Helen Hull Jacobs, 2015
- Christina Kahrl, 2013
- Billie Jean King, 2013
- Chris Kluwe, 2013
- Dave Kopay, 2013
- Greg Louganis, 2013
- Chris Morgan, 2015
- George Moscone, 2014
- Chris Mosier, 2014
- Martina Navratilova, 2013
- Nike, 2014
- Diana Nyad, 2014
- Outsports.com, 2013
- Dave Pallone, 2013
- Jerry Pritikin, 2013
- Megan Rapinoe, 2015
- Renée Richards, 2013
- Robbie Rogers, 2015
- Dale Scott, 2015
- Patty Sheehan, 2013
- Roy Simmons, 2015
- Jerry Smith, 2014
- Stand Up Foundation, 2014
- Gareth Thomas, 2014
- Esera Tuaolo, 2014
- Tom Waddell, 2013
- Johnny Weir, 2013